# Tachyphyle olivia
Tachyphyle olivia är en fjärilsart som beskrevs av William Schaus 1901. Tachyphyle olivia ingår i släktet Tachyphyle och familjen mätare. Inga underarter finns listade i Catalogue of Life.